# Iuri Skobov
Iuri Skobov (rus: Юрий Георгиевич Скобов)  (Klimovo, 13 de març de 1949 - Omutninsk, 5 d'agost de 2024) fou un esquiador de fons rus que va competir sota bandera de la Unió Soviètica durant la dècada de 1970.
El 1972 va prendre part en els Jocs Olímpics d'Hivern de Sapporo, on va disputar tres proves del programa d'esquí de fons. Fent equip amb Vladímir Voronkov, Fyodor Simashev i Viatxeslav Vedenin guanyà la medalla d'or en els 4x10 quilòmetres, mentre en els 15 quilòmetres fou cinquè i en els 30 quilòmetres quinzè. Quatre anys més tard, als Jocs d'Innsbruck, fou setzè en els 15 quilòmetres.
En el seu palmarès també destaca una medalla de plata al Campionat del Món d'esquí nòrdic de 1974, així com quatre campionats nacionals.